# Emilio Aceval
Emilio Aceval Marín (Asunción, 16 ottobre 1853 – Asunción, 15 aprile 1931) è stato un politico paraguaiano conservatore.
Fu presidente del Paraguay dal 1898 al 1902.
Nel 1867, a 13 anni, Aceval si arruolò nell'esercito nazionale per combattere nella guerra della Triplice Alleanza (1864-1870), venendo ferito e infine catturato.
Perdute la casa e la famiglia a causa della guerra, Aceval fu aiutato da alcuni amici a trasferirsi in Argentina. Intraprese gli studi di ingegneria a Buenos Aires, ma dovette abbandonarli per motivi di salute e viaggiò per un anno in Europa e negli USA.
Tornato in Paraguay nel 1881, Aceval divenne un grande proprietario ed entrò in politica tra le file dei conservatori. Fu ministro della Guerra e Marina (il primo civile a ricoprire tale carica) nel gabinetto del generale Juan Bautista Egusquiza, carica che abbandonò nel 1898 per potersi candidare alla presidenza con l'appoggio dell'ANR (il partito conservatore) e del generale Bernardino Caballero.
Eletto presidente, Aceval si occupò particolarmente dell'istruzione e della cultura (1901: organizzazione della Direzione Generale della Biblioteca e Museo Nazionale), ma i contrasti coi ministri, sfociati in una crisi di governo già nel 1900, si acuirono con la necessità di scegliere il candidato per la sua successione, e portarono al golpe di Caballero, Patricio Escobar e del ministro della Guerra e della Marina Juan Antonio Escurra (9 gennaio 1902) che costrinsero Aceval a dimettersi facendo concludere il mandato al vicepresidente Andrés Héctor Carvallo.